# راسموسن ۲۵۰۶۲
سیارک ۲۵۰۶۲ (به انگلیسی: 25062 Rasmussen، نامگذاری:1998QH71) بیست و پنج هزار و شصت و دومین سیارک کشف شده‌است که در ۲۴ اوت ۱۹۹۸ کشف شد.
قدر مطلق سیارک برابر ۹.۸ است.